# Мар Чикита (езеро)
Мар Чикита (на испански: Mar Chiquita) е безотточно, солено, пресъхващо езеро в  Аржентина, в провинция Кордоба. Площта му в зависимост от сезона варира от 2000 до 4500 km², максималната дълбочина 3 – 4 m, а солеността му е до 175‰.
Езерото Мар Чикита е разположено на 66 – 69 m н.в., в обширна, плитка и заблатена падина на изток от планината Сиерас де Кордоба. От нея водят началото си реките Рио Примеро и Рио Сегундо, вливащи се в езерото от юг. От север в него се влива голямата река Рио Дулсе. Бреговете му са предимно ниски, често заблатени.<ref name="bse">